# Uellendahl-Katernberg
Uellendahl-Katernberg [ˈʏlən-] ist ein Stadtbezirk von Wuppertal und gehört zu dessen größtem Stadtteil Elberfeld, zu dem außerdem die Bezirke Elberfeld und Elberfeld-West gehören. Uellendahl-Katernberg ist ein aus den nördlichen Vorstädten bzw. Eingemeindungen der alten Stadt Elberfeld künstlich geschaffener Bezirk, dessen Teile keine gemeinsamen historischen Wurzeln haben. Uellendahl-Katernberg hat 38.003 Einwohner. (Stand 2022)

## Politik
| Bezirksvertretungswahl Uellendahl-Katernberg 2020Wahlbeteiligung: 58,9 % 403020100 31,4 %24,0 %21,6 %8,2 %5,9 %5,0 %3,8 % CDUSPDGrüneFDPAfDLinkeWfW/FWGewinne und Verlusteim Vergleich zu 2014 %p 8 6 4 2 0 −2 −4 −6−5,0 %p−3,1 %p+6,4 %p+0,1 %p+5,9 %p−1,5 %p−2,9 %pCDUSPDGrüneFDPAfDLinkeWfW/FW |  | Sitzverteilung in der Bezirksvertretung Uellendahl-Katernberg 2020Insgesamt 17 Sitze - Linke: 1 - SPD: 4 - Grüne: 4 - WfW/FW: 1 - CDU: 5 - FDP: 1 - AfD: 1 |

## Geographie

### Gliederung im Bezirk
| - Stadtbezirk 2 Uellendahl-Katernberg - 20 Uellendahl-West - 21 Uellendahl-Ost - 22 Dönberg - 23 Nevigeser Straße - 24 Beek - 25 Eckbusch - 26 Siebeneick | Einteilung in Quartiere |

## Uellendahl
Uellendahl befindet sich nördlich eines Bergrückens (Uellendahler Berg und Stübchensberg), der das Tal des Mirker Bachs von der Wuppertaler Innenstadt trennt, und erstreckt sich nördlich den Hang zum heutigen Westfalenweg hinauf, der die Wasserscheide zwischen Ruhr und Wupper bildet. Die Besiedlung Uellendahls begann etwa um 1400. Der wenig ertragreiche Boden zwang die bäuerlichen Bewohner der zunächst nur drei Höfe schon frühzeitig, sich nach einem Nebenerwerb umzusehen. Dabei kam ihnen ab Mitte des 15. Jahrhunderts die Garnbleicherei zur Hilfe. Später entwickelte sich daraus die Garnverarbeitung, die im Uellendahl besonders als Hausbandwirkerei bis in die jüngste Vergangenheit ausgeübt wurde. Mit der Niederlassung einiger Industriebetriebe und der damit verbundenen Bevölkerungszunahme begann vor etwa 100 Jahren eine zunächst nur langsam fortschreitende Wohnbebauung, die in der letzten Nachkriegszeit intensiviert und abgeschlossen wurde.
Im Süden von Uellendahl, an der Grenze zur Elberfelder Nordstadt, befindet sich die Mirke, ein locker bebautes Gebiet, das dem Mirker Bahnhof der Bahnstrecke Düsseldorf-Derendorf–Dortmund Süd („Wuppertaler Nordbahn“), der allerdings in der Elberfelder Nordstadt liegt, den Namen gab. Hier mündet vom Mirker Hain, einem kleinen Waldgebiet kommend, der Bach Eschenbeek in den Mirker Bach, der freilich hier bereits überbaut ist.

### Sehenswürdigkeiten
- Jüdischer Friedhof am Weinberg
- Katholische St.-Michaels-Kirche (1958–1960)
- Lutherische Lukaskirche (1928)
- Philippuskirche, evangelisch
- Teschemacher Hof (1671) in der Mirke, Sitz der Elberfelder Familie Teschemacher, die zahlreiche Elberfelder Bürgermeister stellte und aus der der Orgelbauer Jacob Engelbert Teschemacher stammte.
- Villa Seyd (1886)
- Katholische Friedhofskapelle Uellendahl 1978

## Dönberg
Dönberg liegt auf einer bis 300 m hohen Erhebung nördlich von Uellendahl. Die erste Erwähnung Dönbergs erfolgte im Jahr 1355. Dönberg gehörte damals zur Herrschaft Hardenberg.
In der Neuzeit war es ein Teil der Gemeinde Hardenberg, die 1935 in Neviges umbenannt wurde. 1846 wurde eine evangelische, 1865 die katholische Pfarrkirche St. Maria-Hilf erbaut. Seit den sechziger Jahren wuchs der Ort als Wohnquartier rasant. 1985 musste die katholische Kirche aufgrund eines Pilzbefalls abgerissen und durch einen größeren Neubau ersetzt werden. Mit der Gebietsreform vom 1. Januar 1975 wurde Dönberg mit Obensiebeneick nach Wuppertal eingemeindet und gehört seither zum Bezirk Uellendahl-Katernberg. Der Stadtteil hat auch nach der Eingemeindung seinen ländlichen Charakter und eine gewisse Eigenständigkeit bewahrt.
Dönberg hat eine Größe von 6,39 km², auf der knapp 5.000 Einwohner leben. Eine Besonderheit ist die niedrige Arbeitslosenquote von nur 1,27 %.

## Katernberg

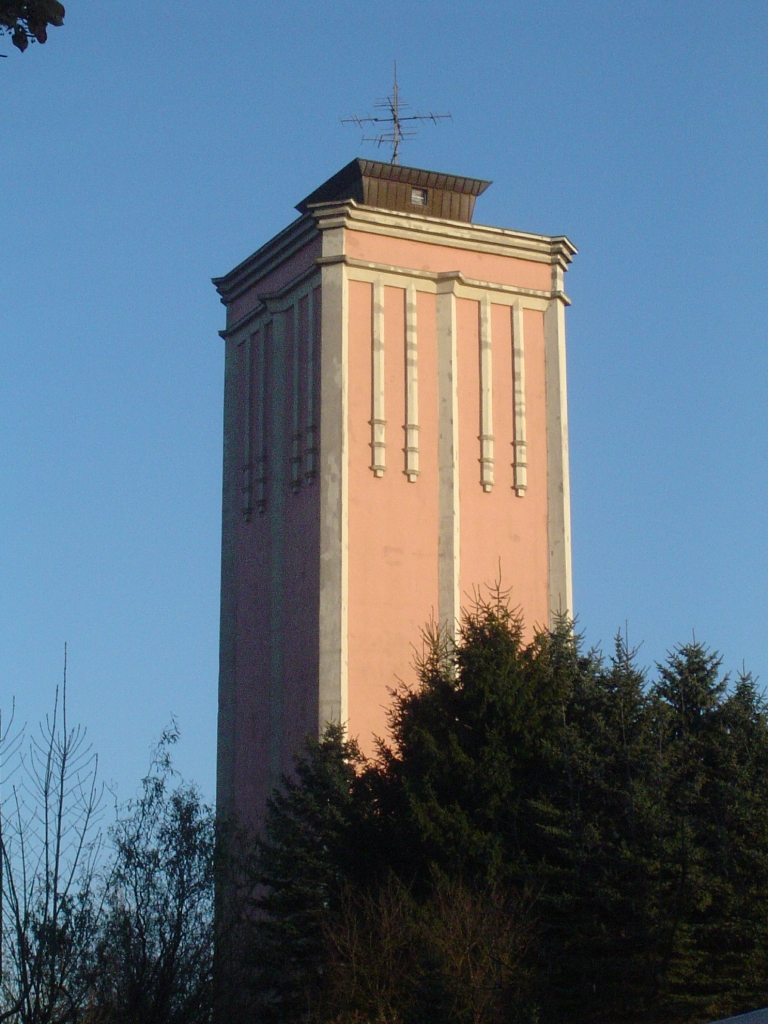
Wasserturm Atadösken

Ähnlich wie Uellendahl breitete sich Katernberg, vor allem im 19. Jahrhundert, im oberen Tal des Briller Bachs entlang der alten Nevigeser Chaussee (heute Nevigeser Straße) aus. Heute bildet Katernberg die Quartiere Nevigeser Straße, Beek und Eckbusch. Es umgibt den 240 m hohen Hasenberg im Westen mit den Gebieten Hülsbeck und Am Luhnberg und enthält östlich des Baches die Gewanne Im Lehmbruch, Kuckelsberg, Am Anschlag, Am neuen Hessen und Am Bredtchen, welches auf knapp 300 m ansteigt. Die Besiedlung des weiter westlich liegenden Tals des Baches Beek mit den Wohngebieten Bergerheide und Falkenberg stammt vor allem aus der zweiten Hälfte des 20. Jahrhunderts.

### Sehenswürdigkeiten
- Atadösken
- Auferstehungskirche

## Siebeneick
Siebeneick, eigentlich Obensiebeneick (im Gegensatz zu Untensiebeneick, das zu Neviges gehört), ist ein ländlich geprägtes Gebiet, das mit der Gebietsreform 1975 zu Wuppertal kam. Ein Wohngebiet aus der zweiten Hälfte des 20. Jahrhunderts am Vogelsbruch an der Grenze zu Katernberg beherbergt die meisten der rund 2.500 Bewohner des Quartiers.
Zu Siebeneick gehört der Hof Untenrohleder, der zwei der ältesten Fachwerkhäuser Wuppertals aus dem 17. Jahrhundert beherbergt. Weitere Höfe sind Asbruch, Fingscheidt und Ibach.